# 中国农业历史学会
中国农业历史学会是中华人民共和国农业历史研究工作者组成的群众性学术团体，是中国科学技术协会主管的社会团体，前身是1987年9月在北京市成立的中国农学会农业历史学会。